# Fausto Garagarza
Fausto Garagarza y Dugiols (Fuenterrabía, c. 1830-Madrid, 1905) fue un farmacéutico, político y académico español, decano de las facultades de Farmacia de la Universidad de Santiago y de la Universidad de Madrid.

## Biografía
Nacido en la localidad guipuzcoana de Fuenterrabía a comienzos de la década de 1830, fue catedrático de Práctica de Operaciones Farmacéuticas de la Universidad de Santiago, y gobernador civil de las provincias de Pontevedra y La Coruña durante el Sexenio Revolucionario; más tarde sostuvo las cátedras de Mineralogía y Zoología, Técnica Física y Análisis Química en la Universidad Central. Amigo de Manuel María José de Galdo, Santiago Olózaga y Eugenio Montero Ríos, fue miembro de la Real Academia Nacional de Medicina, aunque no llegó a tomar posesión del cargo, en ella sería sustituido tras su muerte por el bioquímico José Rodríguez Carracido. Fue decano de las facultades de Farmacia de la Universidad de Santiago y de la Central.
Dio el discurso de inauguración del curso académico 1882-83 en la Universidad Central. Fue el sucesor de Justo Villanueva en la dirección del Laboratorio Municipal de Madrid e intervino de forma activa en la campaña de desinfección contra el cólera de Madrid de 1885. Autor de obras como Programa de instrumentos y aparatos de Física de aplicación a la Farmacia, Análisis cualitativos y cuantitativos del agua mineral termal de Fortuna, Desarrollo del método experimental en las ciencias o Tratado de física, se jubiló en 1900; fallecería en la capital española el 12 de febrero de 1905.